# Foot Ball Club Spezia 1906 1977-1978
Questa voce raccoglie le informazioni riguardanti il Foot Ball Club Spezia 1906 nelle competizioni ufficiali della stagione 1977-1978.

## Stagione
Stagione movimentata in casa spezzina, confermato l'allenatore Nedo Sonetti, gravi le intemperanze dei tifosi che portano a quattro turni di squalifica del Picco. Gli aquilotti si piazzano settimi con 41 punti, centrando l'obiettivo stagionale di chiudere nelle prime dodici posizioni, che qualificano alla prossima Serie C1. Sale in Serie B la Spal con 58 punti.
Si vive per alcuni mesi un dramma umano e sportivo, l'ala Paolo Colombi, un livornese proveniente dalla Pistoiese, gioca 7 partite e segna 4 reti tra Coppa Italia e campionato, poi si ammala, un male incurabile lo ghermisce a febbraio a soli 24 anni. Miglior marcatore stagionale con 8 reti il calabrese Diego Spinella.
Nella Coppa Italia Semiprofessionisti le aquile volano basse, subito fuori nella fase eliminatoria a gironi, ad opera del Viareggio.

## Rosa
| N. |                   | Ruolo | Calciatore         |
| -- | ----------------- | ----- | ------------------ |
|    | Italia (bandiera) | A     | Maurizio Antonucci |
|    | Italia (bandiera) | D     | Alberto Batistoni  |
|    | Italia (bandiera) | D     | Stefano Bertolini  |
|    | Italia (bandiera) | C     | Giampaolo Bonanni  |
|    | Italia (bandiera) | A     | Antonio Bongiorni  |
|    | Italia (bandiera) | A     | Paolo Colombi      |
|    | Italia (bandiera) | D     | Arnaldo Crema      |
|    | Italia (bandiera) | C     | Maurizio De Fraia  |
|    | Italia (bandiera) | C     | Francesco Fazio    |
|    | Italia (bandiera) | A     | Gino Fornile       |
|    | Italia (bandiera) | C     | Giorgio Giulietti  |

| N. |                   | Ruolo | Calciatore          |
| -- | ----------------- | ----- | ------------------- |
|    | Italia (bandiera) | P     | Pier Luigi Masoni   |
|    | Italia (bandiera) | P     | Corrado Menconi     |
|    | Italia (bandiera) | C     | Andrea Minchioni    |
|    | Italia (bandiera) | D     | Osvaldo Motto       |
|    | Italia (bandiera) | C     | David Mugianesi     |
|    | Italia (bandiera) | A     | Claudio Ricciarelli |
|    | Italia (bandiera) | D     | Antonio Sassarini   |
|    | Italia (bandiera) | C     | Angelo Seghezza     |
|    | Italia (bandiera) | A     | Antonio Sellitri    |
|    | Italia (bandiera) | A     | Diego Spinella      |
|    | Italia (bandiera) | C     | Vladimiro Zunino    |

## Risultati

### Serie C

#### Girone di andata
| La Spezia 11 settembre 1977 1ª giornata | Spezia           | 0 – 0 | Chieti | Stadio Alberto Picco\| Arbitro: \| Paparesta (Bari) \| |
| Arbitro:                                | Paparesta (Bari) |       |        |                                                        |

| Arbitro: | Simini (Torino) |

|  |           |             |
|  | Marcatori | 22’ Colombi |

| Arbitro: | Pezzella (Frattamaggiore) |

|             |           |  |
| Colombi 33’ | Marcatori |  |

| Arbitro: | Agate (Torino) |

|         |           |  |
| Colombi | Marcatori |  |

| Arbitro: | Lanzafame (Taranto) |

|             |           |              |
| Cannata 25’ | Marcatori | 65’ Spinella |

| Arbitro: | Adamu (Cagliari) |

|  |           |           |
|  | Marcatori | 36’ Sanna |

| Arbitro: | F. Esposito (Torre Annunziata) |

|             |           |                             |
| Malpeli 87’ | Marcatori | 29’ Mugianesi 87’ Bongiorni |

| Viareggio 30 ottobre 1977 8ª giornata | Spezia           | 0 – 0 | Livorno | Stadio dei Pini\| Arbitro: \| Lanese (Messina) \| |
| Arbitro:                              | Lanese (Messina) |       |         |                                                   |

| Teramo 6 novembre 1977 9ª giornata | Teramo           | 0 – 0 | Spezia | Vecchio Comunale\| Arbitro: \| Altobelli (Roma) \| |
| Arbitro:                           | Altobelli (Roma) |       |        |                                                    |

| Arbitro: | Ponzano (Alessandria) |

|              |           |  |
| Spinella 41’ | Marcatori |  |

| Arbitro: | Magni (Bergamo) |

|                         |           |  |
| Spimi 85’ Canzanese 87’ | Marcatori |  |

| Arbitro: | De Marchi (Novara) |

|                         |           |  |
| Zunino 17’ De Fraia 88’ | Marcatori |  |

| Siena 4 dicembre 1977 13ª giornata | Siena              | 0 – 0 | Spezia | Stadio del Rastrello\| Arbitro: \| Gazzari (Macerata) \| |
| Arbitro:                           | Gazzari (Macerata) |       |        |                                                          |

| Arbitro: | Canesi (Cremona) |

|                                       |           |  |
| Marchini 24’ Cecchini 52’ Schiano 85’ | Marcatori |  |

| Arbitro: | Mondoni (Milano) |

|                        |           |  |
| Motto 76’ Spinella 90’ | Marcatori |  |

| Arbitro: | Artico (Padova) |

|                   |           |  |
| Zunino 85’ (rig.) | Marcatori |  |

| Arbitro: | G. Panzino (Catanzaro) |

|                   |           |              |
| Franceschelli 87’ | Marcatori | 85’ Seghezza |

| Arbitro: | Governa (Alessandria) |

|  |           |             |
|  | Marcatori | 11’ Ferrari |

| Arbitro: | F. Esposito (Torre Annunziata) |

|                    |           |  |
| Gino 10’ Caneo 53’ | Marcatori |  |

#### Girone di ritorno
| Arbitro: | Falzier (Treviso) |

|             |           |                     |
| Tilotta 62’ | Marcatori | 7’ (rig.) Bongiorni |

| Arbitro: | Pirandola (Lecce) |

|              |           |           |
| Spinella 31’ | Marcatori | 44’ Amato |

| Arbitro: | Simini (Torino) |

|  |           |               |
|  | Marcatori | 16’ Mugianesi |

| Arbitro: | Parussini (Udine) |

|            |           |             |
| Ciceri 17’ | Marcatori | 90’ Bonanni |

| Arbitro: | Artico (Padova) |

|  |           |                |
|  | Marcatori | 69’ Schiaretta |

| Arbitro: | Castaldi (Vasto) |

|  |           |              |
|  | Marcatori | 85’ Sellitri |

| Arbitro: | Da Pozzo (Monza) |

|              |           |  |
| Spinella 51’ | Marcatori |  |

| Arbitro: | Lanzetti (Viterbo) |

|               |           |  |
| Quaresima 46’ | Marcatori |  |

| Arbitro: | Madonna (Torre del Greco) |

|                         |           |                                 |
| Fornile 1’ Spinella 53’ | Marcatori | 4’ Pulitelli 56’ De Bernardinis |

| Arbitro: | F. Esposito (Torre Annunziata) |

|                                           |           |              |
| E. Donati 1’ (rig.) Zanone 45’ Ciulli 83’ | Marcatori | 87’ De Fraia |

| Arbitro: | Garzi (Palermo) |

|                                             |           |                      |
| Zunino 12’ (rig.) Bongiorni 41’ (rig.), 54’ | Marcatori | 49’ (rig.) Canzanese |

| Arbitro: | Baldi (Roma) |

|                |           |             |
| Domenghini 61’ | Marcatori | 62’ Fornile |

| Arbitro: | Lombardo (Marsala) |

|  |           |                    |
|  | Marcatori | 64’, 84’ Pazzaglia |

| Arbitro: | De Marchi (Novara) |

|                          |           |  |
| De Fraia 4’ Spinella 23’ | Marcatori |  |

| Arbitro: | Zumbo (Reggio Calabria) |

|                   |           |               |
| Zunino 16’ (aut.) | Marcatori | 85’ Bongiorni |

| Lucca 21 maggio 1978 35ª giornata | Lucchese          | 0 – 0 | Spezia | Stadio Porta Elisa\| Arbitro: \| Falzier (Treviso) \| |
| Arbitro:                          | Falzier (Treviso) |       |        |                                                       |

| Arbitro: | Podavini (Brescia) |

|             |           |  |
| Selitri 63’ | Marcatori |  |

| Arbitro: | Caselli (Voghera) |

|                                     |           |               |
| Manfrin 16’ Ferrari 59’ Pezzato 75’ | Marcatori | 42’ Mugianesi |

| Arbitro: | Cerofolini (Arezzo) |

|                                |           |                                           |
| Zunino 35’ (rig.) Spinella 52’ | Marcatori | 17’ Tarabusi 54’ (aut.) Crema 73’ Zottoli |

### Coppa Italia Semiprofessionisti

#### Fase eliminatoria a gironi
| Arbitro: | Baldini (Piacenza) |

|                        |           |              |
| D'Urso 19’ Gaiardi 40’ | Marcatori | 25’ Sellitri |

| Arbitro: | Vergerio (Busto Arsizio) |

|                                              |           |                            |
| Tanello 41’ (rig.) Giannotti 71’ Tosetti 78’ | Marcatori | 36’ Mugianesi 59’ Sellitri |

| Arbitro: | Foschi (Forlì) |

|                    |           |  |
| Bongiorni 63’, 73’ | Marcatori |  |

| Arbitro: | Angelelli (Terni) |

|             |           |  |
| Colombi 44’ | Marcatori |  |